# Bash at the Beach 2000
Bash at the Beach 2000 fu un evento in pay per view della federazione di wrestling statunitense WCW; si svolse il 9 luglio 2000 presso l'Ocean Center di Daytona Beach, Florida, Stati Uniti.

## Descrizione

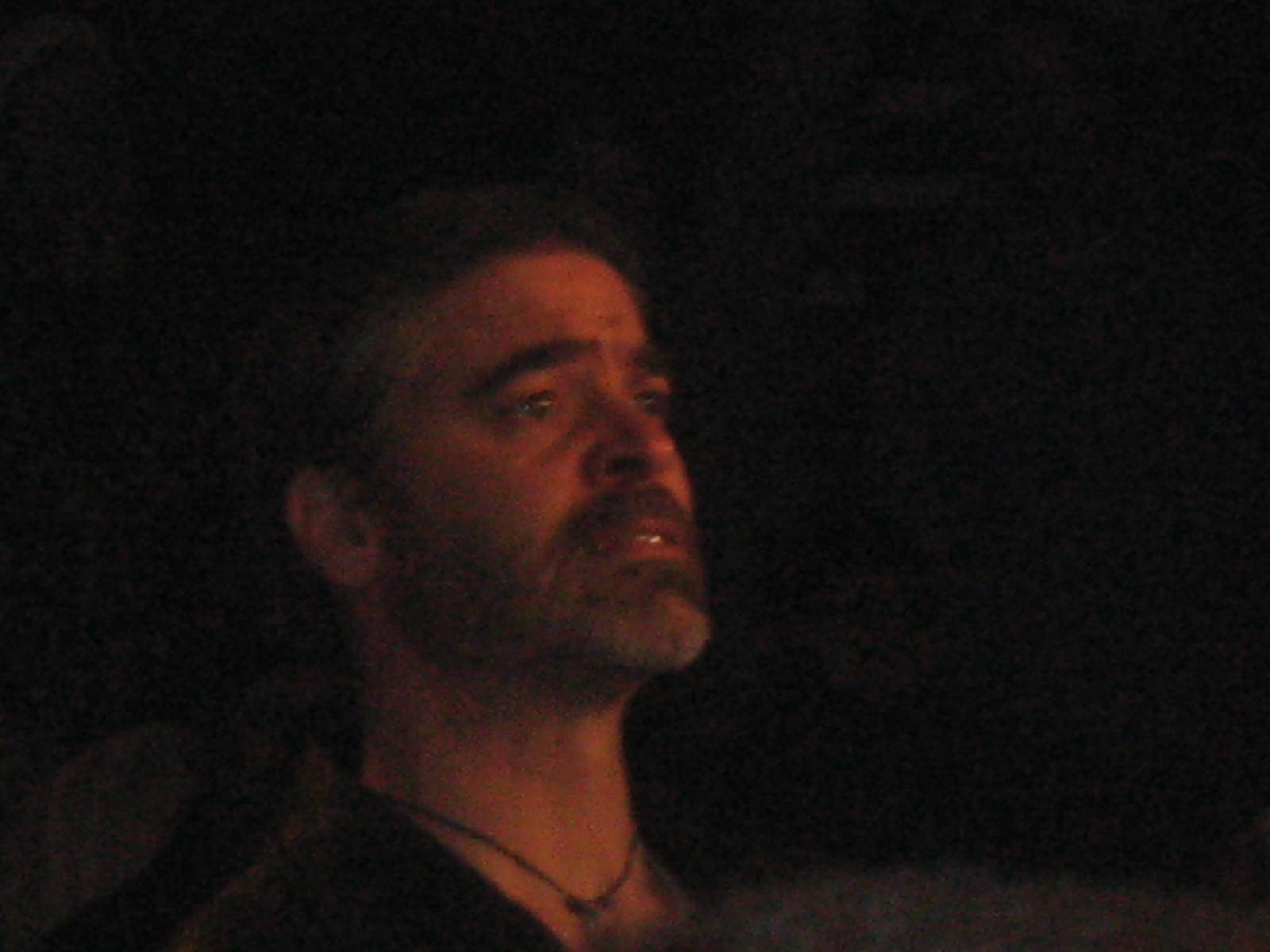
Vince Russo

Scott Steiner venne squalificato per aver utilizzato la mossa Steiner Recliner, che era stata proibita, durante il suo match contro Mike Awesome. Il WCW Commissioner Ernest Miller privò d'ufficio Steiner del titolo WCW United States Championship dopo il match. Vampiro vinse automaticamente il Graveyard Match quando The Demon si rifiutò di salire sul ring; gran parte di questo match fu pre-registrato prima dello show, in altra località.
Questa edizione è rimasta famosa negli annali per il famigerato e controverso incidente che coinvolse Vince Russo e Hulk Hogan: questi avrebbe dovuto perdere un match contro il campione in carica Jeff Jarrett al pay-per-view, ma Hulk si rifiutò (invocando la clausola del suo contratto che gli garantiva il pieno controllo creativo delle storyline che lo riguardavano) poiché non era convinto di come Russo stesse gestendo il suo personaggio e dei progetti in serbo per lui dopo la sconfitta.
Russo sembrò acconsentire alle richieste di Hulk, ma di nascosto convinse invece Jarrett a sdraiarsi letteralmente sul ring lasciandosi schienare da Hogan senza combattere. La sera del match uno sbigottito Hogan commentò il tutto urlando contro Russo: «That's why this company is in the damn shape it's in: because of bullshit like this!» ("Ecco perché questa azienda è nello stato in cui si trova: a causa di stronzate come questa") prima di schienare Jarrett con un piede ed andarsene portando via con sé la cintura WCW. Successivamente Russo sarebbe salito sul ring per annullare il risultato del match, licenziare pubblicamente in diretta Hogan ed insultarlo pesantemente davanti a tutto il pubblico, accusandolo di fronte a milioni di spettatori di usare in modo ricattatorio e intransigente il potere contrattuale e l'autorità di cui godeva nel backstage sia per proteggere i suoi amici che per avere ancor più peso nelle decisioni della federazione. Inoltre Russo dichiarò che Jarrett era ancora il campione ufficiale e che avrebbe difeso il titolo la sera stessa in un match improvvisato contro Booker T, che divenne il nuovo WCW World Champion.
Come promesso da Russo, Hogan non tornò mai più a calcare un ring WCW e anzi fece causa al booker per diffamazione ai danni del suo personaggio (causa che venne respinta nel 2003 poiché le prove contro Russo erano "inesistenti" e il tutto venne considerato dalla corte "semplicemente parte di una storyline del wrestling"); l'evento fu anche l'ultima apparizione in WCW di Eric Bischoff. Hogan affermò, nella sua autobiografia Hollywood Hulk Hogan, che tutto l'episodio fu vero e orchestrato dal dirigente del gruppo Turner Brad Siegel, che non voleva più usare Hogan in quanto costava troppo alle casse della federazione; Bischoff, nella sua autobiografia Controversy Creates Ca$h, raccontò di come Russo (che non credeva più nel personaggio di Hogan e voleva lasciarlo fuori dalla WCW) fece tutto di testa sua licenziando davvero Hogan perché non aveva voluto perdere con Jarrett e che la faccenda generò la causa legale intentata da Hogan.

## Risultati
| N. | Match | Stipulazione                                                   | Durata |
| -- | --- | -------------------------------------------------------------- | ------ |
| 1  | Lt. Loco (c) sconfigge Juventud Guerrera | Single match per il WCW Cruiserweight Championship             | 12:09  |
| 2  | Big Vito (c) sconfigge Norman Smiley & Ralphus (Vito schiena Ralphus dove averlo gettato attraverso un tavolo di legno) | Handicap Match per il WCW Hardcore Championship                | 05:55  |
| 3  | Daffney (con Crowbar) sconfigge Ms. Hancock (con David Flair) | Wedding Gown Match                                             | 04:16  |
| 4  | I KroniK (Brian Adams & Bryan Clark) sconfiggono The Perfect Event (c) (Shawn Stasiak & Chuck Palumbo) | Tag Team match per il WCW World Tag Team Championship          | 13:36  |
| 5  | Kanyon sconfigge Booker T (Kanyon schienò Booker dopo un'interferenza da parte di Jeff Jarrett) | Single match                                                   | 10:05  |
| 6  | Mike Awesome sconfigge Scott Steiner (c) (con Midajah) per squalifica (Il WCW Commissioner Ernest Miller tolse d'ufficio la cintura a Steiner dopo il match) | Single match per il WCW United States Heavyweight Championship | 09:11  |
| 7  | Vampiro sconfigge The Demon | Graveyard Match                                                | 06:40  |
| 8  | Shane Douglas sconfigge Buff Bagwell (Durante il match, Torrie Wilson salì sul ring, e colpì Bagwell con un calcio nei testicoli) | Single match                                                   | 07:54  |
| 9  | Hollywood Hogan sconfigge Jeff Jarrett (c) (Hogan sconfisse Jarrett senza combattere poiché Vince Russo aveva detto a Jarrett di stendersi sul ring e di lasciarsi schienare da Hogan. Dopo il match, Russo licenziò pubblicamente Hogan e dichiarò che Jarrett era ancora il campione legittimo, ma Hollywood Hogan se ne andò portandosi via la cintura WCW) | Single match per il WCW World Heavyweight Championship         | 01:20  |
| 10 | Goldberg sconfigge Kevin Nash (Il contratto di Scott Hall era in palio nel match, Goldberg lo strappò dopo la vittoria) | Single match                                                   | 05:28  |
| 11 | Booker T sconfigge Jeff Jarrett vincendo il titolo WCW World Heavyweight Championship in un match improvvisato (Dato che Hogan aveva portato via la cintura con lui, Russo fu costretto a creare una nuova cintura di campione WCW World Heavyweight) | Single match per il WCW World Heavyweight Championship         | 13:40  |

## Accoglienza
Nel 2020, a posteriori Chris di Retro Pro Wrestling assegnò all'evento un giudizio misto, scrivendo: "A proposito di sforzi enormi, questo è soprattutto ciò che la WCW ha prodotto qui. Non che fosse uno spettacolo impeccabile. Era più una A+ per l'impegno e una C+ per l'esecuzione. Nonostante tutto il wrestling decente, per tutti quei momenti come Booker T che vince il titolo e quell'incredibile promo di Vince Russo, ci sono stati stupidi Graveyard match, troppi scontri e David Flair che si abbassa i pantaloni. Questo, signore e signori, è stato l'ultimo Bash at the Beach e, nel bene e nel male, il mondo del wrestling professionistico non lo avrebbe mai dimenticato."